# Pristolepis grootii
Індонезі́йський пристоле́піс (Pristolepis grootii) — прісноводний вид риб з роду пристолепіс (Pristolepis). Поширений в Індонезії та Малайзії, на островах Суматра, Банка, Біллітон, Калімантан. Ці риби мешкають у рівнинних річках та на торфових болотах, переважно в стоячих водоймах. Тримаються біля дна.
Максимальна довжина становить 18,4 см.
Вид має деяку комерційну цінність як об'єкт для утримання в акваріумах.
Індонезійські пристолепіси потребують великих акваріумів місткістю 100 літрів. Їх утримання не викликає труднощів. Хімічний склад води особливого значення не має, показник pH має становити 6,5-7,5 (можна додати торф), а твердість води в межах 5-20°dH. Рекомендована температура води 23-29 °C.
Зовні й за поведінкою вид нагадує американських цихлід. У принципі, ці риби мирні, хоча й виявляють територіальну поведінку. Їх можна тримати разом з іншими рибами аналогічного розміру.
Їдять все, що можуть проковтнути, найкраще живі корми всіх видів, але не відмовляються й від морожених кормів, рослинної їжі, а також якісного сухого корму у вигляді пластівців або гранул.
В умовах акваріума ці риби не розводились.